# Bukfenc, a cica
A Bukfenc, a cica (eredeti cím: Poppy Cat) angol televíziós flash animációs sorozat, amelyet Leo Nielsen rendezett. Az Egyesült Királyságban a Nick Jr. vetítette, Magyarországon a Minimax sugározta.

## Ismertető
Egy kutyus, egy cica, egy nyúl, egy egér, egy borz és egy bagoly vajon hogy tudnak jó barátok lenni? Meglátható a történetben, amelyben Bukfenc, a cica és barátai izgalmas kalandjaikat mesélik el. A részek egy-egy új felfedezést rejtenek magukban, a kis csapat tagjai összetartanak és kíváncsian ugranak fejest az ismeretlenbe.

## Szereplők
| Szereplő     | Eredeti hang | Magyar hang    | Leírás                                                                                                |
| ------------ | ------------ | -------------- | --- |
| Lara         | ?            | ?              | Bukfenc gazdája, aki egy 6 éves kislány, és a történet mesélője.                                      |
| Bukfenc      | ?            | ?              | a főhős, aki egy vidám, 6 éves, narancssárga-gyömbér színű cirmos cica, aki a csoport vezetője.       |
| Zuzu         | ?            | Szalay Csongor | Gyors, 6 éves, fekete-fehér színű kutya, aki egy dalmata és szeret trükköket csinálni a gördeszkáján. |
| Alma         | ?            | ?              | Édes, 6 éves, rózsaszín-fehér színű egér.                                                             |
| Pillanat     | ?            | ?              | Ingerlékeny, öt és fél éves, sárga színű egér, aki szeret énekelni és finnyás.                        |
| Bagoly       | ?            | Kassai Károly  | Lusta, barna színű, eurázsiai fülesbagoly, aki egy kék-lila színű gyapjúkalapot hord.                 |
| Endre        | ?            | ?              | Arrogáns, erős, 6 éves borz.                                                                          |
| Gilda        | ?            | ?              | Arrogáns galamb.                                                                                      |
| Rakétamacska | ?            | ?              | Szuperhős, aki több epizódban is megjelenik, amelyekben Bukfenc és a barátai kint vannak az űrben.    |

## Epizódok
| #             | Magyar cím           | Eredeti cím       |
| ------------- | -------------------- | ----------------- |
|               |                      |                   |
| ELSŐ ÉVAD     |                      |                   |
|               |                      |                   |
| 1.            | Elásott kincs        | Buried Treasure   |
|               |                      |                   |
| 2.            | Sajt-hegy            | Cheese Mountain   |
|               |                      |                   |
| 3.            | Űrszörnyek           | Space Monsters    |
|               |                      |                   |
| 4.            | Eltűnt kulcsok       | Missing Keys      |
|               |                      |                   |
| 5.            | Szökött teknős       | Runaway Turtle    |
|               |                      |                   |
| 6.            | Elveszett lufi       | Lost Balloon      |
|               |                      |                   |
| 7.            | Kedves rakéta macs   | Dear Rocket Cat   |
|               |                      |                   |
| 8.            | Delfinálom           | Dolphin Dreams    |
|               |                      |                   |
| 9.            | Ubrokafürdő          | Pickle Springs    |
|               |                      |                   |
| 10.           | Kókusz-kaland        | Going Coconuts    |
|               |                      |                   |
| 11.           | Virág világ          | Flower Power      |
|               |                      |                   |
| 12.           | Varangyesküvő        | Royal Toad        |
|               |                      |                   |
| 13.           | Trükkös tücsök       | Tricky Tricket    |
|               |                      |                   |
| MÁSODIK ÉVAD  |                      |                   |
|               |                      |                   |
| 14.           | Trombitafák          | Trumpet Trees     |
|               |                      |                   |
| 15.           | Nyugis domb          | Chilly Hills      |
|               |                      |                   |
| 16.           | Mályvacukor bánya    | Marshmallow Mines |
|               |                      |                   |
| 17.           | Dzsungel lepke       | Jungle Butterfly  |
|               |                      |                   |
| 18.           | Hóember mentés       | Snowman Rescue    |
|               |                      |                   |
| 19.           | Űrverseny            | Space Race        |
|               |                      |                   |
| 20.           | Gördeszka sztár      | Skateboard Star   |
|               |                      |                   |
| 21.           | Az arany gitár       | Golden Guitar     |
|               |                      |                   |
| 22.           | Jódli-hegy           | Yodel Mountain    |
|               |                      |                   |
| 23.           | Hold múzeum          | Moon Museum       |
|               |                      |                   |
| 24.           | Csillagos éj         | Starry Night      |
|               |                      |                   |
| 25.           | Rejtélyes ajándék    | Mystery Gift      |
|               |                      |                   |
| 26.           | Rózsa barlang        | Rose Cave         |
|               |                      |                   |
| HARMADIK ÉVAD |                      |                   |
|               |                      |                   |
| 27.           | Zuzu-hegy            | Mt. Zuzu          |
|               |                      |                   |
| 28.           | Alma királynő        | Castle Queen      |
|               |                      |                   |
| 29.           | Gyöngyvadászat       | Pearl Hunt        |
|               |                      |                   |
| 30.           | Hullócsillag         | Shooting Star     |
|               |                      |                   |
| 31.           | Bölcs varangy        | Wise Toad         |
|               |                      |                   |
| 32.           | Balga bamba          | Bumble Fumble     |
|               |                      |                   |
| 33.           | Varázsbogár          | Magic Beetle      |
|               |                      |                   |
| 34.           | Labdajátékok         | Ball Games        |
|               |                      |                   |
| 35.           | Gonosz robot         | Bad Robot         |
|               |                      |                   |
| 36.           | Furcsa madár         | Rare Bird         |
|               |                      |                   |
| 37.           | Esernyős tánc        | Umbrella Dance    |
|               |                      |                   |
| 38.           | Bubi-buli            | Big Bubbles       |
|               |                      |                   |
| 39.           | Bűvész Show          | Magic Show        |
|               |                      |                   |
| NEGYEDIK ÉVAD |                      |                   |
|               |                      |                   |
| 40.           | Szülinapi kincs      | Birthday Treasure |
|               |                      |                   |
| 41.           | Felhő dal            | Cloud Song        |
|               |                      |                   |
| 42.           | Nedves erdő          | Drippy Rainforest |
|               |                      |                   |
| 43.           | Vízesés köz          | Waterfall Lane    |
|               |                      |                   |
| 44.           | Különleges küldemény | Special Delivery  |
|               |                      |                   |
| 45.           | Elsüllyedt hajó      | Sunken Ship       |
|               |                      |                   |
| 46.           | Elveszett cuccok     | Lost Stuff        |
|               |                      |                   |
| 47.           | Rakétamacs rádió     | Rocket Cat Radio  |
|               |                      |                   |
| 48.           | Világrekord          | World Record      |
|               |                      |                   |
| 49.           | Alma unokatesója     | Cousin Alma       |
|               |                      |                   |
| 50.           | Ügy lezárva          | Case Closed       |
|               |                      |                   |
| 51.           | Üdvözlő rozmár       | Welcome Walrus    |
|               |                      |                   |
| 52.           | Elfeledett cirkusz   | Forgotten Circus  |
|               |                      |                   |